# Decabit
Als Decabit bezeichnet man in der Rundsteuertechnik bei der Fernsteuerung von Stromverbrauchern durch Energieversorgungsunternehmen ein Datagramm, mit dessen Hilfe Steuersignale über die Stromleitungen übermittelt werden. Es wurde in den späten 1960er Jahren von der Firma Zellweger (heute Teil von Ascom) entwickelt.
Bei Decabit handelt es sich um ein sogenanntes Impulsabstandsverfahren. Im Gegensatz zum Impulsintervallverfahren, das Pausen zwischen den Impulsen vorsieht, reihen sich hier alle Steuerimpulse nahtlos aneinander.
Decabit besteht aus einem Startimpuls (SI) und 10 Steuerimpulsen von jeweils 600 ms Länge. Eine gesamte Sendung ist somit 6,6 Sekunden lang. Ein Decabit-Befehl besteht immer aus 5 Impulsen und 5 Pausen, also eine 5-aus-10-Auswahl. Der Ausschaltbefehl weist die invertierte Impulsbelegung des Einschaltbefehls auf.
Beispiel eines Decabit (Code 11+):
Maximal möglich sind 126 Doppelkommandos.